# John Burdon-Sanderson
John Scott Burdon-Sanderson, född 21 december 1828, död 23 november 1905, var en brittisk fysiolog. Han var morbror till John Scott Haldane.
Burdon-Sanderson blev filosofie doktor i Edinburgh 1851. Efter att en tid ha praktiserat i London ägnade han sig sedan 1870 helt åt vetenskapen och blev 1871 professor i fysiologi i London och 1882 i Oxford. 
Burdon-Sanderssons mest bemärkta arbeten avhandlar elektriska företeelser hos vävnader från djur och växter och var banbrytande inom denna del av elektrofysiologin. Han bidrog även till den moderna patologins framväxt.